# Милна (Хвар)
Милна (хорв. Milna) — населений пункт у Хорватії, у Сплітсько-Далматинській жупанії у складі міста Хвар.

## Населення
Населення за даними перепису 2011 року становило 104 осіб.
Динаміка чисельності населення поселення:

## Клімат
Середня річна температура становить 16,46 °C, середня максимальна – 28,24 °C, а середня мінімальна – 4,76 °C. Середня річна кількість опадів – 723 мм.
| Клімат поселення                              | Клімат поселення | Клімат поселення | Клімат поселення | Клімат поселення | Клімат поселення | Клімат поселення | Клімат поселення | Клімат поселення | Клімат поселення | Клімат поселення | Клімат поселення | Клімат поселення | Клімат поселення |
| Показник                                      | Січ.             | Лют.             | Бер.             | Квіт.            | Трав.            | Черв.            | Лип.             | Серп.            | Вер.             | Жовт.            | Лист.            | Груд.            |                  |
| Середній максимум, °C                         | 13,66            | 12,88            | 14,92            | 17,98            | 22,48            | 26,34            | 28,24            | 28,22            | 24,54            | 20,48            | 16,18            | 14,12            |                  |
| Середня температура, °C                       | 9,58             | 8,82             | 10,84            | 13,90            | 18,40            | 22,26            | 25,24            | 25,20            | 21,54            | 17,48            | 13,18            | 11,06            |                  |
| Середній мінімум, °C                          | 5,48             | 4,76             | 6,76             | 9,84             | 14,32            | 18,18            | 22,22            | 22,18            | 18,52            | 14,44            | 10,16            | 8,06             |                  |
| Норма опадів, мм                              | 70               | 57               | 64               | 57               | 49               | 37               | 25               | 41               | 60               | 79               | 97               | 87               |                  |
| Середньомісячна швидкість вітру, м/с          | 3.64             | 3.84             | 3.90             | 3.60             | 3.14             | 2.88             | 2.90             | 2.74             | 3.08             | 3.28             | 4.06             | 3.96             |                  |
| Середньомісячна сонячна радіація, кДж/м²·день | 5700             | 8441             | 12164            | 16775            | 20849            | 23558            | 25153            | 22163            | 16463            | 10742            | 6187             | 4792             |                  |
| --------------------------------------------- | ---------------- | ---------------- | ---------------- | ---------------- | ---------------- | ---------------- | ---------------- | ---------------- | ---------------- | ---------------- | ---------------- | ---------------- | ---------------- |
| Джерело:                                      |                  |                  |                  |                  |                  |                  |                  |                  |                  |                  |                  |                  |                  |